# Franz Wanderer
Franz Wanderer (* 20. Februar 1901 in Ilmenau; † 1944) war ein deutscher Marathonläufer.

## Leistungen
- 1924 und 1925: Meister der Reichswehr.

- 1926: Zweiter bei den Deutschen Kampfspielen und Dritter bei der Deutschen Meisterschaft in Braunschweig.

- 1927:  Deutscher Meister im Marathon in 2:58:30 h. in Breslau

- 17. Juni 1928: beim deutschen Ausscheidungsrennen für die Olympischen Spiele auf einer mutmaßlich 40 km langen Strecke Fünfter in 2:39:00 h. Vier Wochen später siegte er bei den DM in Düsseldorf mit seiner persönlichen Bestzeit von 2:48:57 h. Beim olympischen Marathon in Amsterdam gab er auf.

- 1929: er verteidigte seinen Titel in 3:07:16 h. in Breslau

- 1930 folgte ein zweiter und 1931 ein dritter Platz.